# Bayern 3
Bayern 3 (Bawaria 3) – niemiecka stacja radiowa należąca do Bayerischer Rundfunk (BR), bawarskiego publicznego nadawcy radiowo-telewizyjnego. Została uruchomiona w 1971 i pierwotnie była skierowana do młodzieży. Obecnie jej podstawową grupę docelową stanowią osoby w wieku 30-49 lat. Oferta rozgłośni skupia się na muzyce, a konkretnie rocku, popie i najnowszych przebojach. 
Stacja dostępna jest Bawarii w analogowym i cyfrowym przekazie naziemnym. Dodatkowo można jej słuchać w Internecie oraz w niekodowanym przekazie z satelity Astra 1M. Prowadzona jest również kodowana transmisja przez satelitę Intelsat 20, obsługującego rynek południowoafrykański, gdzie Bayern 3 wchodzi w skład oferty jednej z platform cyfrowych.